# Cayetano Ré
Cayetano Ré (Asunción, 7 februari 1938 – Elche, 26 november 2013) was een Paraguayaans voetballer en voetbalcoach. Hij speelde als aanvaller. Ré overleed in 2013 op 75-jarige leeftijd.

## Clubcarrière
Ré begon zijn loopbaan in zijn geboortestad bij Club Guaraní en later Cerro Porteño. In 1954 won hij met Cerro Porteño de Paraguayaanse landstitel. In 1959 tekende hij bij het Spaanse Elche CF. Van 1962 tot 1966 speelde de Paraguayaan voor FC Barcelona. In het seizoen 1964/1965 werd Ré met 26 doelpunten topscorer van de Primera División. Bovendien won de aanvaller met Barça de Copa de España in 1963 en de Jaarbeursstedenbeker in 1966. Na zijn vertrek bij FC Barcelona in 1966 speelde hij in Catalonië nog bij RCD Espanyol (1966-1971) en Terrassa FC (1971-1972).

## Interlandcarrière
Ré speelde 25 interlands in het Paraguayaans nationaal elftal, en nam met zijn vaderland deel aan het WK voetbal 1958 in Zweden. Als bondscoach haalde hij in 1986 de achtste finale van het WK in Mexico.